# 法昆多·特洛
法昆多·劳尔·特洛·菲格罗亚（Facundo Raúl Tello Figueroa ，1982年5月4日—）是一名阿根廷足球裁判。2013年，他成為阿根廷足球联赛最高级别的裁判 。2019年，法昆多·特洛被国际足球联合会指定為国际比賽裁判。2022年5月19日，法昆多·特洛成為2022年國際足協世界盃執法裁判之一。